# J. Edgar (film)
J. Edgar – amerykański dramat filmowy w reżyserii Clinta Eastwooda, którego premiera miała miejsce w 2011 roku. Jest biografią J. Edgara Hoovera, dyrektora FBI w latach 1924–1972.

## Fabuła
Za pomocą retrospekcji film przedstawia karierę Johna Edgara Hoovera, który był szarą eminencją USA przez niemal pół wieku. Głównym jednak wątkiem filmu jest życie prywatne dyrektora FBI.

## Obsada
- Leonardo DiCaprio jako J. Edgar Hoover
- Naomi Watts jako Helen Gandy
- Armie Hammer jako Clyde Tolson
- Ken Howard jako Harlan F. Stone[2]
- Josh Lucas jako Charles Lindbergh[3]
- Ed Westwick jako agent FBI[4]
- Damon Herriman jako Bruno Hauptmann[5]
- Judi Dench jako matka J. Edgara
- Lea Coco jako agent Sisk

## Kompletowanie obsady
W październiku 2010 Clint Eastwood potwierdził w wywiadzie, że główną rolę zagra Leonardo DiCaprio. Reżyser miał również nadzieję, że w obrazie wystąpi Charlize Theron, dla której przewidziana była rola Helen Gandy. Jednak w styczniu 2011 Theron zrezygnowała z projektu. Zastąpiła ją Naomi Watts. W międzyczasie poinformowano, że w produkcji wystąpi również Judi Dench.